# Mistrzostwa Świata w Biathlonie 1973
12. Mistrzostwa świata w Biathlonie 1973 odbyły się w amerykańskiej miejscowości Lake Placid. Zawodnicy startowali w dwóch konkurencjach: biegu indywidualnym mężczyzn na 20 km i sztafecie mężczyzn 4x7,5 km. Polacy nie startowali.

## Wyniki

### Bieg indywidualny
| Pozycja | Zawodnik           | Narodowość | Strzelanie  | Wynik     |
| ------- | ------------------ | ---------- | ----------- | --------- |
|         | Aleksandr Tichonow | ZSRR       | 2 (0+0+1+1) | 1:24:30,2 |
|         | Giennadij Kowalow  | ZSRR       | 1 (0+0+1+0) | +2:47,0   |
|         | Tor Svendsberget   | Norwegia   | 5 (1+0+2+2) | +3:38,0   |
| 4.      | Mauri Röppänen     | Finlandia  | 2 (0+2+0+0) | +4:34,7   |
| 5.      | Esten Gjelten      | Norwegia   | 3 (0+0+1+2) | +4:38,9   |
| 6.      | Juhani Suutarinen  | Finlandia  | 3 (2+0+1+0) | +5:05,4   |
| 7.      | Willy Bertin       | Włochy     | 3 (0+1+0+2) | +5:15,9   |
| 8.      | Jurij Kołmakow     | ZSRR       | 2 (2+0+0+0) | +5:28,5   |
| 9.      | Kjell Hovda        | Norwegia   | 3 (0+1+0+2) | +5:57,4   |
| 10.     | Esko Saira         | Finlandia  | 5 (1+1+2+1) | +6:08,5   |
| 11.     | Heikki Ikola       | Finlandia  | 2 (0+0+2+0) | +6:15,5   |
| 12.     | Giulano Spiller    | Włochy     | 2 (0+0+1+1) | +6:22,1   |
| 13.     | Dieter Speer       | NRD        | 4 (0+0+1+3) | +7:25,0   |
| 14.     | René Arpin         | Francja    | 5 (0+4+1+0) | +7:59,3   |
| 15.     | Daniel Claudon     | Francja    | 4 (2+0+0+2) | +8:27,1   |

### Sztafeta
| Pozycja | Zawodnicy                                                        | Reprezentacja | Strzelanie | Wynik     |
| ------- | ---------------------------------------------------------------- | ------------- | ---------- | --------- |
|         | Aleksandr Tichonow Rinat Safin Jurij Kołmakow Giennadij Kowalow  | ZSRR          | ?          | 2:27:02,2 |
|         | Tor Svendsberget Esten Gjelten Ragnar Tveiten Kjell Hovda        | Norwegia      | ?          | 2:27:07,2 |
|         | Dieter Speer Manfred Geyer Herbert Wiegand Günther Bartnick      | NRD           | ?          | 2:28:26,4 |
| 4.      | Yrjö Salpakari Juhani Suutarinen Heikki Ikola Mauri Röppänen     | Finlandia     | ?          | 2:34:05,7 |
| 5.      | Isao Ono Noboe Tani Miki Shibuya Manabu Suzuki                   | Japonia       | ?          | 2:34:59,5 |
| 6.      | Sune Adolfsson Torsten Wadman Olle Petrusson Lars-Göran Arwidson | Szwecja       | ?          | 2:36:52,1 |
| 7.      | Marius Falquy Noël Turrell René Arpin Daniel Claudon             | Francja       | ?          | 2:37:30,7 |
| 8.      | Willy Bertin Giovanni Astegiano Corrado Varesco Lino Jordan      | Włochy        | ?          | 2:38:21,0 |

## Klasyfikacja medalowa
| Miejsce | Państwo  |   |   |   | Razem |
| ------- | -------- | - | - | - | ----- |
| 1       | ZSRR     | 2 | 1 | 0 | 3     |
| 2       | Norwegia | 0 | 1 | 1 | 2     |
| 3       | NRD      | 0 | 0 | 1 | 1     |